# 宮崎県立明星視覚支援学校
宮崎県立明星視覚支援学校（みやざきけんりつ みょうじょうしかくしえんがっこう）は、宮崎県宮崎市大字島之内にある県立視覚特別支援学校。

## 概要
歴史
1910年（明治43年）創立。1935年（昭和10年）に「宮崎県立盲学校」に改称。現校名になったのは2008年（平成20年）。2010年（平成22年）に創立100周年を迎えた。
設置学部
- 幼稚部
- 小学部
- 中学部
- 高等部
  - 本科 - 普通科・保健理療科
  - 専攻科 - 理療科・保健理療科

校訓
「誠実・自立・創意」
校章・校歌

## 沿革
- 1910年（明治43年）7月1日 - 関本健治[2]が米国人宣教師サイラス・A・クラークの支援を受け、その邸宅の一室を借用し盲教育を開始。
- 1911年（明治44年）2月 - 校舎を宮田町に移転し「日向訓盲院」と称する。
- 1917年（大正6年）
  - 1月9日 - 末広町に移転し「財団法人日向訓盲院」となる。
  - 7月28日 - 宮田町上別府（現・末広町）に移転。
- 1924年（大正13年）4月1日 - 盲学校及聾唖学校令が施行される。
- 1935年（昭和10年）4月1日 - 県立移管の上「宮崎県立盲学校」に改称。創立者関本健治が初代校長に就任。
- 1948年（昭和23年）
  - 2月2日 - 神宮町に移転。
  - 4月1日 - 盲・ろう学校が義務制となる。高等部の設置が認可。延岡分校を開設。
- 1949年（昭和24年）6月6日 - 昭和天皇が学校に行幸（昭和天皇の戦後巡幸）[3]。
- 1951年（昭和26年）11月26日 - 高等部理療科の設置が認可される。
- 1957年（昭和32年） 3月31日 - 延岡分校が廃止される。
- 1966年（昭和41年）3月30日 - 現在地に移転。
- 1973年（昭和48年）4月1日 - 高等部普通科と保健理療科を設置。
- 1976年（昭和51年）3月26日 - 高等部専攻科理療科を設置。
- 1987年（昭和62年）9月30日 - スクールバスの運行を開始。
- 2000年（平成12年）2月10日 - 新体育館が完成。
- 2008年（平成20年）4月1日 - 「宮崎県立明星視覚支援学校」（現校名）に改称。
- 2012年（平成24年）4月1日 - 校歌を改訂。

## 交通
最寄りの鉄道駅
- JR九州 日豊本線 「日向住吉駅」

最寄りのバス停
- 宮崎交通 「明星視覚支援学校入口」バス停で下車。

最寄りの幹線道路
- 国道10号

## 周辺
- 宮崎県立みやざき中央支援学校
- エビハラ自動車教習所
- 石崎川